# Sarangui
El sarangi és un instrument musical, originalment indi, fet de fusta. La seva estructura és molt semblant a la d'un violí. L'instrument també és emprat per fer la música clàssica de l'Índia i és molt popular en zones rurals de l'Índia, Nepal, Bhutan i Bangladesh. Està construït amb una sola peça de fusta que es talla per donar-li forma. El seu coll no té trasts, i el pont se situa sobre una pell estirada sobre el cos de l'instrument. La majoria dels saranguis tenen 3 cadenes de jocs, es toquen amb la cutícula de l'índex i els dits de la mà esquerra. A més de tenir 4 cordes que són fregades amb un arc, també posseeix entre tretze i una vintena de cordes de filferro que vibren per simpatia.